# Nina e il mistero dell'Ottava Nota
Nina e il mistero dell'Ottava Nota è un romanzo per ragazzi della scrittrice veneziana Moony Witcher, secondo volume della serie La bambina della Sesta Luna pubblicato il 14 gennaio 2003.

## Trama
Sono passati due mesi da quando i veneziani hanno visto il Leone Alato di San Marco volare nel cielo e, sebbene la statua da quel momento non si sia più mossa, continuano a girare voci sulla magia. Per questo il precedente sindaco è costretto a dimettersi e il suo posto viene preso dal marchese Loris Sibilo Loredan (LSL), che emana un proclama: se qualcuno dovesse ancora parlare di magia o sostenere che il Leone sia vivo, verrà rinchiuso nelle celle buie e umide del palazzo ducale. Intanto, i genitori di Nina arrivano a Villa Espasia per una breve visita, durante la quale Vera regala alla figlia un Cubo d'Argento che suona le note do-re-mi-fa; la bambina si accorge di aver già visto un cubo simile, ma d'oro, e va a recuperarlo nella Stanza degli Specchi, dove viene attaccata da Karkon, che, prima di andarsene, sussurra "Suasio", facendo in modo che la Voce della Persuasione cominci a infestare i sogni di Nina. Mentre cerca di combattere le tentazioni della Voce, la piccola alchimista inizia a studiare gli appunti di Karkon rubati durante la liberazione del Primo Arcano, dai quali scopre che il mago ha piegato i numeri al suo volere, trasformandoli in Numeromaghi, per creare le macchine che imprigionano gli Arcani; sempre dagli scritti del conte, Nina apprende dell'esistenza di altri tre androidi adulti. Poco dopo si reca su Xorax, dove Eterea le dona il Cubo di Goasil, in grado di sprigionare l'Ottava Nota che, insieme a quelle del Cubo d'Oro e del Cubo d'Argento, darà vita all'Armonia dell'Universo in un momento di pericolo. Poiché Dodo è ricoverato in ospedale in seguito a un'aggressione compiuta dagli androidi bambini di Karkon, Nina parte per un viaggio nell'Antico Egitto con Cesco, Fiore e Roxy: durante la spedizione, la bambina riesce a suonare l'Armonia dell'Universo e a trovare le parole per liberare il Secondo Arcano, ma Fiore viene uccisa da una mummia. La bambina, tuttavia, viene riportata in vita dal dio Osiride tramite tre gocce del sangue di Roxy.
Tornati nel presente, i bambini entrano nuovamente nel palazzo di Karkon e liberano Hauà, l'aria, l'Anima Lucente dell'Universo racchiusa in una sfera gassosa che, come per la bacchetta di Atanor, viene assorbita dal Taldom Lux; poco dopo, l'androide Andora, non più sotto il controllo di Karkon, si suicida perché teme di tornare dalla parte del Male. Il sindaco incarica José di stendere una relazione che certifichi che il Leone Alato è solo una statua, ma, quando il professore gli presenta la sua ricerca, lo arresta come sovversivo insieme a Dodo; i due vengono liberati da Nina, che, alla vigilia di Natale, apprende dal professore che il sindaco è uno studioso di Alchimia del Buio e Magia Occulta che collabora con Karkon. Inoltre, la bambina riceve in regalo dal nonno gli Alchitarocchi, delle carte alchemiche create da LSL.

## Edizioni
- Moony Witcher, Nina e il mistero dell'Ottava Nota, Giunti Junior, 2003, ISBN 88-09-03131-8.
- Moony Witcher, Nina. La bambina della Sesta Luna - Tutta la storia, Giunti Editore, 2005, ISBN 978-88-09-04740-2.
- Moony Witcher, Nina e il mistero dell'Ottava Nota, edizione economica, Giunti Editore, 2007, ISBN 978-88-09-05661-9.
- Moony Witcher, Nina. La ricerca degli Arcani – Tutta la storia, Giunti Editore, 2014, ISBN 978-88-09-79413-9.
- Moony Witcher, Nina e il mistero dell'Ottava Nota, Giunti Editore, 2014, ISBN 978-88-09-79180-0.